# Rhinolophus darlingi
Rhinolophus darlingi (K. Andersen, 1905) è un pipistrello della famiglia dei Rinolofidi diffuso nell'Africa subsahariana.

## Descrizione

### Dimensioni
Pipistrello di medie dimensioni, con la lunghezza totale tra 70 e 99 mm, la lunghezza dell'avambraccio tra 42 e 51 mm, la lunghezza della coda tra 20 e 37 mm, la lunghezza del piede tra 8 e 11 mm, la lunghezza delle orecchie tra 15 e 23 mm, un'apertura alare fino a 32 cm e un peso fino a 13 g.

### Aspetto
La pelliccia è di media lunghezza, soffice e lanuginosa. Le parti dorsali possono essere, grigie, grigio-brunastre o bruno-grigiastre, con la base dei peli color crema, mentre le parti ventrali sono grigio chiare. Le orecchie sono relativamente corte. La foglia nasale presenta una lancetta grande, triangolare, con i bordi leggermente concavi e la punta smussata, un processo connettivo con il profilo arrotondato, una sella priva di peli, con i bordi concavi e con l'estremità arrotondata. La porzione anteriore è stretta, sebbene copra interamente il muso, ha fogliette laterali e un incavo centrale profondo alla base. Il labbro inferiore ha un solco longitudinale. Le membrane alari sono grigie o nere e semi-trasparenti., la prima falange del quarto dito è relativamente lunga. La coda è lunga ed inclusa completamente nell'ampio uropatagio. Il primo premolare superiore è piccolo e situato fuori la linea alveolare. Il cariotipo è 2n=58 FNa=60.

### Ecolocazione
Emette ultrasuoni ad alto ciclo di lavoro con impulsi di lunga durata a frequenza costante di 86 kHz.

## Biologia

### Comportamento
Si rifugia in gruppi fino a 160 individui all'interno di grotte, gallerie minerarie abbandonate, cavità e fessure rocciose, ammassi rocciosi, grosse cavità degli alberi ed edifici abbandonati. Entra in uno stato di torpore durante il giorno durante la stagione fredda e secca. Il volo è lento ed altamente manovrato.

### Alimentazione
Si nutre di insetti catturati nella vegetazione.

### Riproduzione
Danno alla luce un piccolo alla volta all'anno. Femmine gravide sono state catturate a ottobre e dicembre, mentre altre insieme ai loro piccoli sono state osservate in ottobre.

## Distribuzione e habitat
Questa specie è diffusa nell'Africa orientale e meridionale, dalla Tanzania fino al Sudafrica a sud e l'Angola a sud-ovest. Una popolazione disgiunta è presente in Nigeria.
Vive nelle savane alberate semi-aride particolarmente associate con terreni rocciosi.

## Tassonomia
Sono state riconosciute 2 sottospecie:
- R.d.darlingi: Tanzania settentrionale, Malawi, Mozambico occidentale, Zimbabwe, Botswana settentrionale ed orientale, Sudafrica nord-orientale;
- R.d.damarensis (Roberts, 1946): Angola centro-occidentale, Namibia centrale, Sudafrica nord-occidentale.

Una popolazione disgiunta è presente nella Nigeria centro-settentrionale.

## Conservazione
La IUCN Red List, considerato il vasto areale, la popolazione presumibilmente numerosa e la presenza in diverse aree protette, classifica R.darlingi come specie a rischio minimo (Least Concern)).